# دبیرستان فروغ (۱۷ شهریور)
دبیرستان فروغ (۱۷ شهریور): یکی از قدیمی‌ترین دبیرستانهای دخترانه شهر رشت است که در سال ۱۲۸۲ خورشیدی تأسیس شد.

## تاریخچه
این مدرسه ابتدا با نام مدرسه اناثیه آمریکایی به وسیله آمریکایی ها تأسیس شد. بنای اصلی که بیمارستان بود به مدرسه تبدیل و در سال ۱۳۱۲ خورشیدی توانست امتیاز دوره کامل متوسطه را دریافت کند. بودجه مدرسه پسرانه و دخترانه آمریکایی به وسیله انجمن خیریه آمریکا تأمین میشد. این مدرسه با نام دبیرستان فروغ به کار خود ادامه داد تا انقلاب که به دبیرستان ۱۷ شهریور تغییر نام یافت.
از فارغ التحصیلان این دبیرستان می‌توان به آذر اندامی پزشک و باکتری شناس نامی اشاره کرد. همچنین سرور مهکامه محصص لاهیجانی شاعر و دوست پروین اعتصامی   مدتی ریاست این دبیرستان را به عهده داشت.

## تخریب دبیرستان
از سال ۱۳۸۷  بنای تاریخی تمام آجر این دبیرستان ۱۰۵ ساله در معرض خطر تخریب قرار گرفت که مورد اعتراض شخصیت‌های فرهنگی و مردم استان گیلان واقع شد. خوشبختانه با پیگیری مردم و نهادهای مختلف و بر اساس نامه سازمان میراث فرهنگی،صنایع دستی و گردشگری استان گیلان بنای تاریخی مدرسه فروغ به شماره ۲۴۳۷۹ در فهرست آثارملی کشور به ثبت رسید و هرگونه دخل و تصرف در آن غیرقانونی می‌باشد ..سر در زیبا و تاریخی این مدرسه برای ساختن ساختمان بزرگ و جدید در حیاط قدیمی مدرسه پیش از این تخریب شده بود.